# پژوهشگاه تربیت بدنی و علوم ورزشی
پژوهشگاه تربیت بدنی و علوم ورزشی یکی از پژوهشگاه‌های مستقل و زیر نظر وزارت علوم، تحقیقات و فناوری ایران است. این پژوهشگاه از سه پژوهشکده  تشکیل شده‌است.

## تاریخچه
پژوهشکده تربیت بدنی و علوم ورزشی که در سال ۱۳۷۷ با هدف علمی شدن ورزش و اجرای طرح‌های پژوهشی کاربردی تأسیس گردید، بر اساس مصوبه وزارت علوم، تحقیقات و فناوری  در سال ۱۳۹۰ به پژوهشگاه تربیت بدنی و علوم ورزشی ارتقاء یافت.و به محل استقرار خود واقع در مشهد منتقل شد. اما پس از برکناری ریاست قبلی بخش ستادی آن به محل قبلی خود در تهران بازگشت و مشهد به عنوان یکی از شعبه‌های پژوهشگاه در نظر گرفته شد. و در آذرماه ۹۴ تمام شعب پژوهشگاه در شعبه واحد ساختمان میرعماد مستقر شد.

## اهداف ۵ ساله
۱- تعیین شیوه مناسب مدیریت و برنامه‌ریزی در مراکز اجرایی و پژوهشی تربیت بدنی
۲- افزایش توان واحدهای پژوهشی دانشکده‌های تربیت بدنی، انجمن‌های علمی، سازمان‌ها و نهادهای ورزشی
۳- تعیین شیوه‌های جدید در تعیین منابع مراکز پژوهشی تربیت بدنی
۴- استقرار نظام تجاری سازی دستاوردهای پژوهشی با تأکید بر برنامه پنجم توسعه
۵- دستیابی به سطح مطلوبی از تعاملات آموزشی، پژوهشی و فناوری با نهادهای بین‌المللی ورزش

## پژوهشکدها
در حال حاضر دو پژوهشکده طب ورزشی و علوم رفتاری زیر نظر پژوهشگاه در حال فعالیت هستند و به زودی پژوهشکده مدیریت ورزشی نیز به آن‌ها اضافه می‌گردد.

## پذیرش دانشجو
در حال حاضر پژوهشگاه تربیت بدنی و علوم ورزشی در رشته‌های مدیریت ورزشی و فیزیولوژی ورزشی در سطح دکتری اقدام به پذیرش دانشجو می‌کند.

## انتقادات به پژوهشگاه
محققین علوم ورزشی این انتقاد را نسبت به پژوهشگاه وارد می‌کنند که پژوهشگاه از رویکرد پژوهشی خود خارج شده‌است و با برگزاری کارگاه‌ها و دوره‌های مربی گری که از وظایف فدراسیون‌ها می‌باشد  به دنبال درآمد زایی هست و انجام پژوهش و طرح‌های تحقیقاتی در این پژوهشگاه به حاشیه رانده شده‌است و عمده فعالیت‌های پژوهشگاه در سال‌های اخیر برگزاری دوره‌های مربی گری و کارگاه‌ها با مدرسی اعضای پژوهشگاه و نزدیکان به پژوهشگاه و انعقاد تفاهم نامه‌های بی‌فایده و نمایشی  بوده‌ است. علاوه بر این کیفیت دوره‌های مربی گری نیز همواره با انتقاد شرکت کنندگان مواجه گردیده است.و از پژوهشگاه تربیت بدنی به عنوان یکی از ضعیف‌ترین پژوهشگاه‌های وزارت علوم یاد می گردد که خروجی پژوهشی بسیار ضعیفی دارد و بیشتر به درآمد زایی تمرکز کرده‌ است.